# Brix (Francia)
Brix (pronuncia /bʁiː/) è un comune francese di 2 133 abitanti situato nel dipartimento della Manica nella regione della Normandia.

## Monumenti
Il Château Adam è il più antico monumento del comune di Brix. Il nome deriva da Adam de Bruis o de Brix, signorotto locale, vivente nell'XI secolo.

## Società

### Evoluzione demografica
Abitanti censiti